# Eigenharnbehandlung
Die Eigenharnbehandlung (synonym für Eigenurintherapie) ist eine historische bzw. alternativmedizinische Behandlungsmethode, bei der der eigene Urin in kleinen oder größeren Mengen getrunken, äußerlich angewendet oder per Spritze verabreicht wird. Auch ist Einträufeln in Augen, Nase oder Ohren beschrieben. Die Eigenharnbehandlung wird zur Naturheilkunde gezählt und soll, ähnlich wie die Eigenbluttherapie, die körpereigenen Abwehrkräfte anregen (unspezifische Reiz-, Umstimmungs- oder Immuntherapie). Des Weiteren, so die Befürworter der Eigenharnbehandlung, befänden sich im Urin Mineralien, Hormone und körpereigene keimtötende Substanzen, weshalb er – nach Meinung der Anwender mit therapeutischem Effekt – auch auf Wunden geträufelt werden könne. Weder Nutzen noch Schädlichkeit der Urinbehandlungen sind belegt.

## Zusammensetzung des Urins
Urin ist ein Ausscheidungsprodukt des Körpers, das die von der Niere ausgeschiedenen Stoffe enthält: Vor allem Wasser, Mineralstoffe, Endprodukte des Eiweißstoffwechsels und Säuren und weitere Stoffe, darunter Harnstoff. Harnstoff wird in der Evidenzbasierten Medizin zur Behandlung mancher Hautkrankheiten eingesetzt.
Entgegen der weit verbreiteten Ansicht, dass Urin beim gesunden Menschen in der Blase keimfrei sei, enthält er schon dort eine Vielzahl verschiedener Bakterien. Da die untere Harnröhre nicht keimfrei ist, enthält Urin beim Austritt bis zu 10.000 Keime pro Milliliter.
Gegen eine Anwendung des Eigenurins spricht zudem die Gefahr, dass dieser bei Harnwegsinfektionen mit weiteren Bakterien verunreinigt sein kann, welche in den erkrankten Hautpartien zusätzlich Entzündungen hervorrufen können (beispielsweise Escherichia coli, Chlamydien oder Gonokokken).

## Geschichte
Im Spätmittelalter ist die Therapie mit Eigenharn, etwa in Kombination mit Baldrian und Bibernellen-Wurzel, zur innerlichen Behandlung der „Pest“ in einem in der Berner Burgerbibliothek aufbewahrten, von dem elsässischen „Laienarzt“ Anton Trutmann um 1495 verfassten Arzneibuch, das Conrad Brunner 1903 „ans medizinische Licht des Tages gebracht“ hatte, belegt. In der ersten Hälfte des 20. Jahrhunderts wurde die Eigenharntherapie durch den britischen Autor John W. Armstrong bekannt. Armstrong hatte sich seinen eigenen Angaben zufolge durch ein 45-tägiges Fasten, während dessen er ausschließlich Wasser und seinen eigenen Urin zu sich genommen habe, von einer als „unheilbar“ diagnostizierten Tuberkulose kuriert. Auslöser für seinen Versuch war eine Bibelstelle des Alten Testaments: Im Buch der Sprichwörter heißt es in Kapitel 5, Vers 15: „Trinke Wasser aus deiner Zisterne und was quillt aus deinem Brunnen“. Allerdings befasst sich dieses Kapitel mit einer Warnung an die Männer vor dem Ehebruch, und verwendet in diesem Zusammenhang die Begriffe „deine Zisterne“ und „dein Brunnen“ als Metapher für die eigene Gattin. In den folgenden Jahrzehnten nahm Armstrong die Supervision von mehreren tausend Fällen von Urin-Fastenkuren vor. Seine Beobachtungen veröffentlichte er in dem 1944 erschienenen Buch „The Water of Life“. Armstrong schrieb, und andere Urintherapeuten stimmen ihm hierbei zu, dass die Diagnose bei der Eigenurintherapie so gut wie keine Rolle spiele, da nahezu alle Krankheiten angeblich auf diese spezielle Therapie ansprechen würden. In Deutschland wurde die Eigenurintherapie Anfang der 90er Jahre einer breiten Öffentlichkeit durch die Journalistin Carmen Thomas bekannt, die in ihren Sendungen das Thema aufgriff und 1993 das Buch Urin – ein ganz besonderer Saft publizierte.

## Anwendung
Obwohl es keinen Nachweis einer gesundheitsförderlichen Wirkung gibt, wird die Eigenharntherapie bei folgenden Krankheiten angewendet:
- Infektionskrankheiten (Katarrhe, Angina, Mumps, Masern)
- infektiöse Gelbsucht
- Hautkrankheiten
- Asthma
- Heuschnupfen
- Allergien
- Arthrose
- chronischer Angina

## Applikationsformen
Urin wird in folgenden Applikationsformen angewendet:
- Trinken
  - Trinkkuren
  - Harnfasten
- äußerlich (Einreibungen, Wickel, Packungen, Fußbäder, Gurgeln) bei
  - Hautkrankheiten: Akne, Neurodermitis, Schuppenflechte
  - zur Hautpflege
  - Zellulitis
  - Wundheilung
  - Warzen
- Eigenharn-Injektionen

Hierbei wird der Harn vor der Injektion untersucht, keimfrei gemacht und dann subkutan injiziert. Es gibt auch Methoden, bei denen nur die (nach Meinung der Vertreter dieser Therapieform) wirksamen Bestandteile extrahiert und dann ähnlich der Homöopathie aufbereitet werden.

## Kontraindikation
Nach Meinung der Anhänger der Eigenharntherapie sind deren Risiken und Nebenwirkungen gering. Ein erhöhtes Risiko für Eigenurintherapie im Allgemeinen oder für bestimmte Applikationswege des Eigenurins bestehe bei:
- dekompensierten Herzkreislauf-, Leber-, Nierenerkrankungen
- Diabetes
- Bluthochdruck
- konsumierenden Erkrankungen wie Tuberkulose
- fortgeschrittener Krebserkrankung
- Schilddrüsenüberfunktion
- akuten Erkrankungen mit hohem Fieber
- Harnwegsinfektionen

## Zusammenfassung
Die hier vorgestellten Verfahren gelten aus wissenschaftlicher Sicht im Falle der vorgeschlagenen Indikationen als bestenfalls wirkungslos. Falls Personen mit ernsthaften Erkrankungen (wie Diabetes mellitus) statt einer wirksamen ärztlich verordneten Therapie eine Eigenharnbehandlung durchführen, drohen unter Umständen gefährliche Folgen aus der unterlassenen Behandlung der ernsthaften Erkrankung.